# Looc
Looc (Bayan ng Looc) är en kommun i Filippinerna. Kommunen ligger på ön Mindoro, och tillhör provinsen Occidental Mindoro. Folkmängden uppgår till 9 132 invånare.
Looc är indelat i 9 barangayer.